# The Classic Crime
The Classic Crime is een in 2004 geformeerde Amerikaanse rockband uit Seattle, Washington D.C. De huidige bezetting van de band bestaat uit Matt MacDonald (zang, gitaar), Alan Clark (bas), Robert 'Cheeze' Negrin (gitaar) en Paul 'Skip' Erickson (drums, zang). Ze hebben drie albums en een ep uitgebracht bij Tooth & Nail Records, waarvan The Silver Cord (2008) en Vagabonds (2010) zijn opgenomen in de Billboard 200. In juli 2011 verliet de band Tooth & Nail om het vierde album Phoenix (2012) te produceren met behulp van donaties van fans via Kickstarter. In april 2016 creëerde de Classic Crime een Kickstarter om geld in te zamelen voor een zesde studioalbum. Binnen drie uur verwierven ze de benodigde $ 30.000 voor het album. Op 28 april 2017 brachten ze hun zesde studioalbum How to Be Human uit (2017).

## Bezetting
Huidige bezetting
- Matt MacDonald
- Paul 'Skip' Erickson
- Alan Clark
- Robert 'Cheeze' Negrin

Voormalige leden
- Justin DuQue

## Geschiedenis
Hun debuutalbum Albatross werd uitgebracht op 23 mei 2006. De band heeft momenteel naar schatting 10 miljoen optredens op Myspace. Albatross had de hoogste debuutverkopen in de geschiedenis van Tooth & Nail Records met meer dan 4.000 verkopen in de eerste week dat het werd uitgebracht. Het tweede volledige album The Silver Cord werd uitgebracht op 22 juli 2008. Ze brachten ook de ep Acoustic Seattle Sessions uit. Ze voltooiden hun derde plaat Vagabonds, die op 6 april 2010 werd uitgebracht.
De band toerde met A Change Of Pace, A Static Lullaby, Quietdrive, I Am Ghost, Relient K, So They Say, Just Surrender, Powerspace, Mest, Allister, Aiden en Scary Kids Scaring Kids, maar ook met collega-Tooth & Nail-bands Anberlin, Emery, MxPx, Project 86, The Fold en Run Kid Run. De band was op zowel de Warped Tour van 2006 als van 2008. The Classic Crime ging ook op Headlining ATTICUS-tournee met A Change of Pace, Lower Definition, Tyler Read, Jet Lag Gemini en Artist vs Poet. Ze toerde in 2009 met Relient K en Owl City. Vanaf juli 2011 waren ze niet langer onder contract bij Tooth & Nail Records. Met de hulp van een Kickstarter-fondsenwervingsproject bracht de band op 14 augustus 2012 het album Phoenix uit.
Op 8 november 2011 verliet Justin de band na het concert van 16 december in de Showbox Sodo in Seattle. Hij zei verder dat hij de band op goede voet verliet om een carrière in de gezondheidszorg na te streven en meer tijd aan zijn vader te besteden. Matt MacDonald vormde het zijproject Vocal Few met zijn vrouw Kristie. Ze stelden een ep samen om geld in te zamelen voor hun dochter Praise, die op 12 december 2011 werd geboren. In december 2012 werd The Classic Crime de tweede band die op The New York Rock Exchange naar de beurs ging.
Sommige fans hebben aangenomen dat The Classic Crime een christelijke band is, omdat ze zijn aangemeld bij Tooth & Nail Records. Wat ook bijdraagt aan de verwarring is dat veel muziekwinkels en online verkoop om dezelfde reden de Classic Crime als een christelijke band vermelden. Dit geldt voor iTunes Store. Ook hebben alle vier de volledige albums van The Classic Crime zich geplaatst in de Top Christian Albums-hitlijst van Billboard Music. De Classic Crime bestempelt zichzelf echter niet als een christelijke band. Zoals Matt schrijft op het discussiebord van TCC: Wij geloven dat geloof persoonlijk is en alleen door een individuele persoon kan worden bezet. Een band als christelijk aan te geven zou betekenen dat we aannemen dat de band een collectieve ziel heeft, of in ieder geval individuele zielen gebonden tot een solide collectief geloof. Niet iedereen in onze band is vastbesloten in hun geloof, en dat respecteren we.

## Discografie
- 2006: Albatross (cd, download, Tooth & Nail)
- 2008: The Silver Cord (cd, download, Tooth & Nail)
- 2010: Vagabonds (cd, download, Tooth & Nail)
- 2012: Phoenix (cd, download, Independent)
- 2014: What Was Done, Vol. 1: A Decade Revisited (cd, download)
- 2017: How to Be Human (cd, download)
- 2020: Patterns in the Static (cd, download, lp)

### Ep's
- 2007:	Seattle Sessions (Tooth & Nail Records)